# ギフライス
株式会社ギフライスは、岐阜県岐阜市に本社を置く米穀販売店である。

## 沿革
- 1951年 （昭和26年） - 岐阜米穀協同組合連合会設立[1]
- 1971年 （昭和46年） - 大型精米工場建設
- 1976年（昭和51年）
  - 玄米低温倉庫建設
  - 玄米流通倉庫建設
- 1978年（昭和53年） - 胚芽精米機設置
- 1980年（昭和55年） - クリーンライス高性能精米機設置
- 1988年（昭和63年） - コンピュータシステムの導入
- 1990年（平成2年） - バラ荷受設備及び精米最新設備・工場の新設／導入
- 1995年（平成7年）
  - 連合会及び傘下6事業協同組合の合併
  - ギフライス協同組合の設立
- 1996年（平成8年） - 食味計・品質判定機・最新オートパッカーの導入
- 1997年（平成9年） - コンピュータシステムの拡張
- 1998年（平成10年） - ハツシモ、富山コシヒカリの無洗米の販売を開始
- 1999年（平成11年）
  - 最新大型色彩選別機導入
  - 最新胚芽精米機の更新
  - 新商品「ハツシモ鉱泉粥」の発売
- 2001年（平成13年）
  - 株式会社 ギフライスの設立
  - 無洗米処理精米製造装置の導入
- 2003年（平成15年）
  - パソコン新管理システム「ORYZA」の導入
  - 最新色彩・異物選別機の導入
- 2005年（平成17年） - コンタミ対応型最新精米設備の導入
- 2006年（平成18年）
  - 北営業所最新精米機の更新
  - 最新食味計システムの導入
  - 瑞穂市に小売部「こめ穂」を出店
- 2007年（平成19年）
  - 最新大型オートパッカー導入
  - 異物除去装置クリーンセパレータ全工程に設置
  - 北営業所精米本機増設
  - ガラス色彩選別機「120th」2台導入
- 2018年（平成30年） - 精米HACCPの導入[2]

## 経営理念
飽食時代に、量より質の追求こそが成長の決め手である。地域密着型の米穀販売業者として、究極の精米技術力のパワーアップをテーマに、たゆまなく前進する。
何事においてもチャレンジ精神をモットーに、合理的且つ効率的な運営を基にビッグなスケールで食糧未来を捉え社会に貢献する。

## 事業所・施設一覧
本社
〒500-8281 岐阜市東鶉1丁目110番地の1
北営業所
〒502-0002 岐阜市粟野東5丁目2番地
その他の施設
低温倉庫175坪 低温倉庫63坪
常温倉庫206坪 海津高田低温倉庫120坪
本社精米センター 75馬力 30馬力
北営業所精米センター 60馬力
保有車両等22台
オンラインシステム有り